# Outdoor (aéromodélisme)
Pour les articles homonymes, voir Outdoor.
 (novembre 2023).
Si vous disposez d'ouvrages ou d'articles de référence ou si vous connaissez des sites web de qualité traitant du thème abordé ici, merci de compléter l'article en donnant les références utiles à sa vérifiabilité et en les liant à la section « Notes et références ».
 (novembre 2023).
Outdoor est un terme anglais utilisé en aéromodélisme, souvent en opposition avec le mot "indoor". Il est usité souvent pour les petits parck flyer qui sont capables de voler dans les deux milieux, soit des avions d'à peu près ~1 mètre d'envergure. Ce sont principalement des avions 'semimaquette' et d'autres plus fantaisistes. Le vol outdoor est très couramment pratiqué car les salles pour le vol indoor ne sont souvent pas facile à trouver.

## Modèles Outdoor principaux

### Avions radiocommandés
- Le Polyclub